# Sindoor

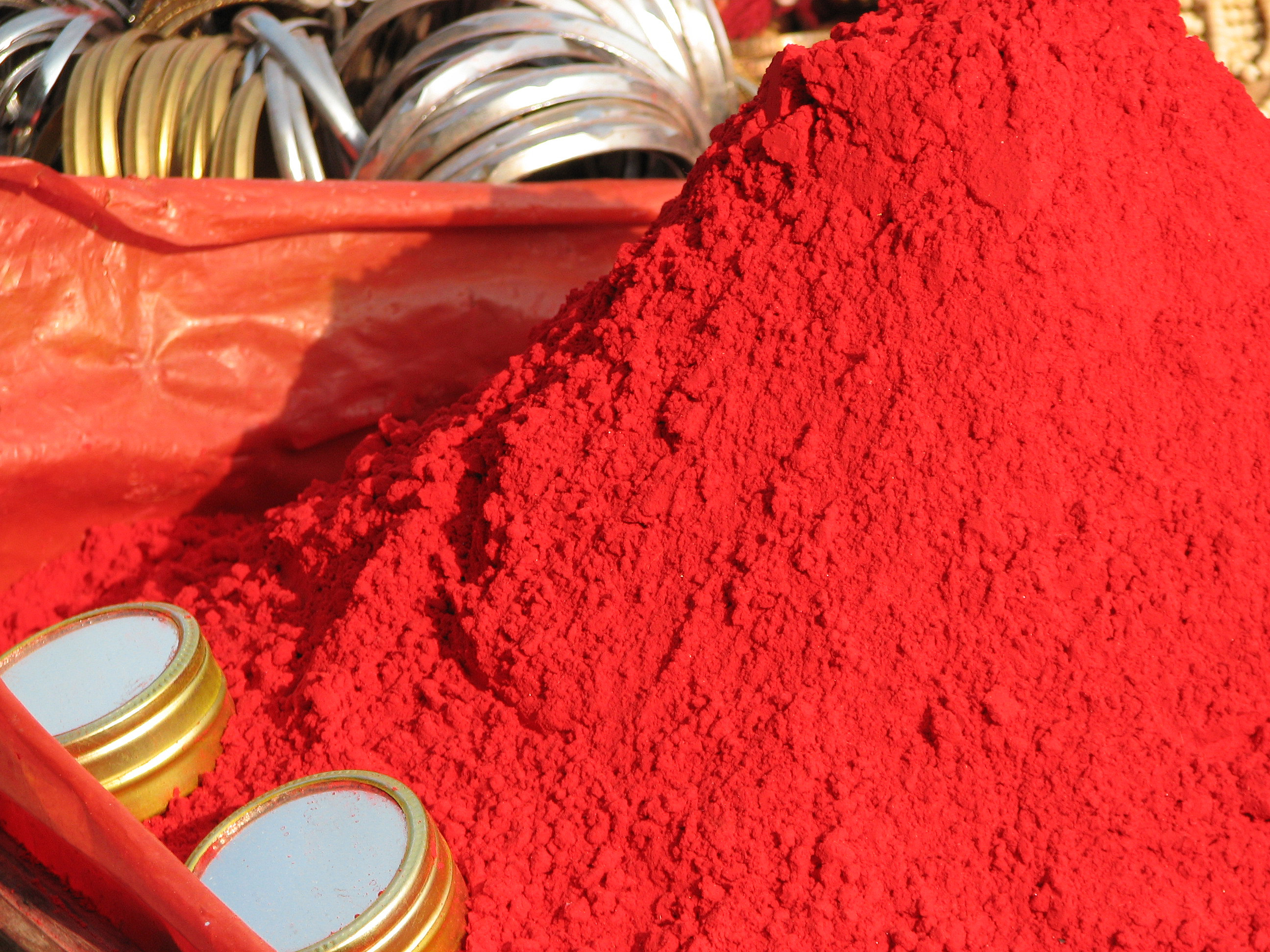
Sindoor (Bermellón).

Sindoor (Hindi-Urdú: सिन्दूर o سندور, Bengalí: সিঁদুর) es un polvo cosmético tradicional de color rojo o naranja de la India, por lo general utilizado por las mujeres casadas en su cabeza a lo largo de la línea divisoria de su peinado. En muchas comunidades hindúes el uso de sindoor indica que la mujer se encuentra casada, y cuando lo deja de utilizar es una señal de que es una viuda. Por lo general el componente principal del sindoor tradicional es bermellón.
Tradicionalmente el sindoor se aplica en el nacimiento o a todo lo largo de la línea divisoria del peinado de una mujer (también denominada maang) o como un punto en la frente. En el hinduismo el sindoor es una marca que distingue a la mujer casada. Las mujeres solteras llevan el punto de diferentes colores ("bindi" en Hindi) pero no aplican sindoor en su maang. Las viudas hindúes no llevan sindoor, en señal de que su esposo ha fallecido. Una versión utilizada en rituales hindúes o puja es denominada Kumkum. Lo cual también se asocia al nombre del casamiento ritual en algunas comunidades hindúes, donde se lo denomina 'Haldi-Kumkum'.
La primera aplicación del sindoor en una mujer la realiza su esposo el día del casamiento y es denominada la ceremonia Sindoor Dana.  En lo sucesivo será ella quien se aplicará el polvo cada día en la línea de su peinado.

## Hinduismo

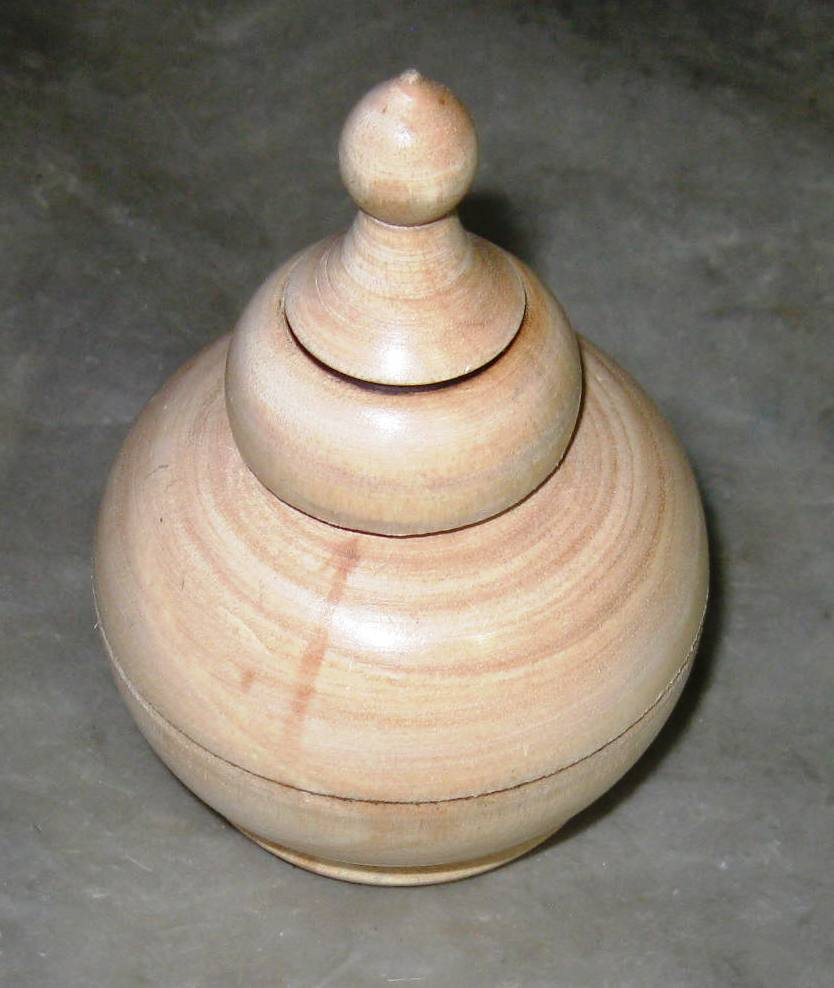
Caja de madera Sindoor (Bermellón)

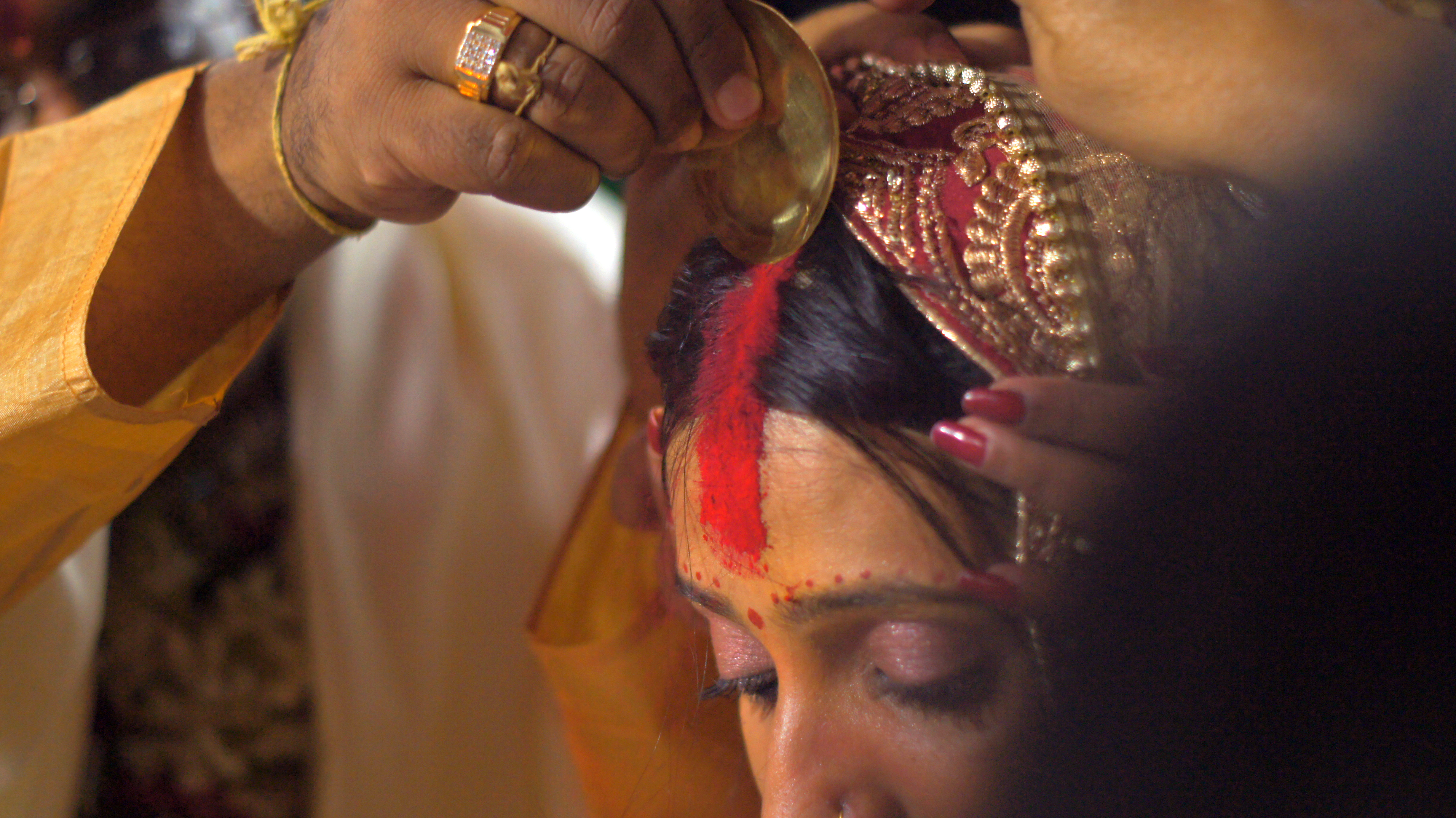
El ritual de aplicación de sindoor forma parte de la ceremonia de casamiento hindú.

Estatuillas de figuras femeninas encontradas en Mehrgarh, Baluchistan parecerían ser un indicio de la aplicación de sindoor en la línea de peinado en la cultura Harappa. Según una leyenda, Radha la consorte del Señor Krishna convirtió al kumkum en una llama- similar al diseño que usaba en su frente. En la famosa epopeya Mahabharata, Draupadi la esposa de Pandavas se quita su sindoor como señal de disgusto y desolación ante los eventos en Hastinapur. El uso del Sindoor es ampliamente citado en El Puranas Lalitha Sahasranama y Soundarya Lahari.
Las mujeres jainistas también se colocan sindoor, principalmente en las ciudades. Las monjas jainistas tienen prohibido aplicárselo en la línea de su peinado o en la frente.
Se considera muy importante el usar el sindoor para indicar el estado de mujer casada y en varias culturas el sindoor es colocado en la línea del peinado por mujeres solteras.